# مسجد كيلاباند
مسجد كيلاباند أو الاسورة الجميلة هو مسجد يقع في سوق سي أو إلى الشمال من طريق رانجبور - ديناجبور، وعلى بعد 2 كيلومتر (1.2 ميل) شمال غرب بلدة رانجبور في بنغلاديش، للمسجد ثلاثة قبب عمر القبة حوالي 200 سنة، وعناك بئر ومقبرة بجوار المسجد.

## وصلات خارجية
- موقع المسجد